# Aleš Jarý
Aleš Jarý (26. února 1958 Náchod – 4. července 2015 Praha) byl český herec.

## Životopis
V roce 1981 vystudoval činoherní herectví na Janáčkově akademii múzických umění v Brně. Po škole byl v letech 1984 až 1992 v angažmá v Divadle bratří Mrštíků, kde se seznámil s herečkou Drahomírou Kočovou, s níž se oženil. Počátkem 90. let 20. století se začal věnovat převážně dabingu. Svůj hlas propůjčil například postavě Garyho Ewinga v seriálu Dallas, komické postavě vyšetřovatele Ernsta Stockingera v seriálu Komisař Rex nebo Davidu Hasselhoffovi a jeho postavě v Pobřežní hlídce. V prvních třech řadách sci-fi seriálu Star Trek: Vesmírná loď Voyager namluvil Tuvoka, v 2. až 4. řadě Akt X zástupce ředitele FBI Skinnera. Věnoval se také dabingové režii.
V roce 1997 byl obsazen do role štábního strážmistra Slávy Jirouška v seriálu České televize Četnické humoresky. Po jeho dokončení v roce 2006 se s manželkou přestěhoval do Prahy a dále se věnoval dabingu. Účinkoval také v menší roli otce zdravotní sestry Mirky Kovaříkové v seriálu TV Nova Ordinace v růžové zahradě (v roce 2007) nebo v seriálu téže televize Světla pasáže (2007).
Roku 2008 byl stižen mozkovou mrtvicí, která mu znemožnila další hereckou práci. Přesto se ještě v roce 2014 objevil v minisérii TV Barrandov Stopy života (díl „Zlatá mládež“) jako vedoucí konzumu (a jeho manželka v roli pokladní).
Se ženou měl dceru Helenu.

## Filmografie
- 1982 Poslední návrat (TV film)
- 1982 Taktika (film)
- 1983 Parcela 60, katastr Lukovice (film)
- 1984 Slovácko sa nesúdí (TV seriál) – mladý poručík, ve 4. dílu 2. řady „Janek Vyskoč, kozí vrah“
- 1988 Případ medvědí jeskyně (film)
- 1988 Rozsudky soudce Ooky (film) – druhý mladík
- 1991 Sen o bílém volu (film)
- 1993 Císařovy nové šaty
- 1994 Detektiv Martin Tomsa (TV seriál)
- 1997–2007 Četnické humoresky (TV seriál)
- 1999 Hříšní lidé města brněnského (TV minisérie) – číšník v baru Villon, v 1. dílu „Sólokapr“
- 1999 Ze života pubescentky (film)
- 2007 Ordinace v růžové zahradě (TV seriál) – Kovařík, ve 3 dílech
- 2007 Cesta do Vídně a zpátky (TV film)
- 2007 Světla pasáže (TV seriál) – v 6 dílech
- 2014 Stopy života (TV minisérie) – 7. díl „Zlatá mládež“